# Arthur Bloch
Arthur Bloch (Egyesült Államok, 1948. január 1. –) amerikai író, a Murphy törvénykönyve, avagy miért romlik el minden? (Murphy's law ) c. folklórrá vált mű (első) szerzője. 1986-tól a Thinking Allowed című tévésorozat rendezője és producere.
Murphy törvénye az az elv, hogy ha valami egyáltalán elromolhat, az el is romlik.

## Művei

### Magyarul
- Murphy törvénykönyve avagy Miért romlik el minden? (Murphy's law and other reasons why things go wrong); ford. Hernádi Miklós, ill. Réber László; Gondolat, Bp., 1985 (további kiadások: 1988, 1989)
- Az eredeti, teljes és végre végérvényes Murphy törvénykönyve; ford. Hernádi Miklós, ill. Ed Powers; 2. bőv. kiad.; Akkord–Ciceró, Bp., 1993[2] (1995, 1997; GABO, 2006)
- Murphy törvénykönyve. Jogászok. A jogok jogtalanítása a jogban; ford. Hernádi Miklós, ill. Kimi Weart; Gabo, Bp., 2007
- Murphy törvénykönyve. Orvosok. Műhiba teszi a mestert; ford. Hernádi Miklós, ill. Tom Glass; Gabo, Bp., 2007